# Klepînine (Klepînine), Krasnohvardiiske
Klepînine (în ucraineană Клепиніне) este localitatea de reședință a comunei Klepînine din raionul Krasnohvardiiske, Republica Autonomă Crimeea, Ucraina.

## Demografie
Componența lingvistică a localității Klepînine
     Rusă (82,53%)
     Ucraineană (8,39%)
     Tătară crimeeană (5,55%)
     Alte limbi (0,28%)
Conform recensământului din 2001, majoritatea populației localității Klepînine era vorbitoare de rusă (82,53%), existând în minoritate și vorbitori de ucraineană (8,39%) și tătară crimeeană (5,55%).